# Oliver Dawson
Oliver Dawson, född 4 januari 2008, är en kanadensisk simmare.

## Karriär
Vid kortbane-VM 2024 i Budapest slutade Dawson på 21:a plats på 200 meter bröstsim. Vid VM 2025 i Singapore var han en del av Kanadas kapplag som tog brons på 4×100 meter mixed medley.